# 小豆島シーサイドゴルフクラブ

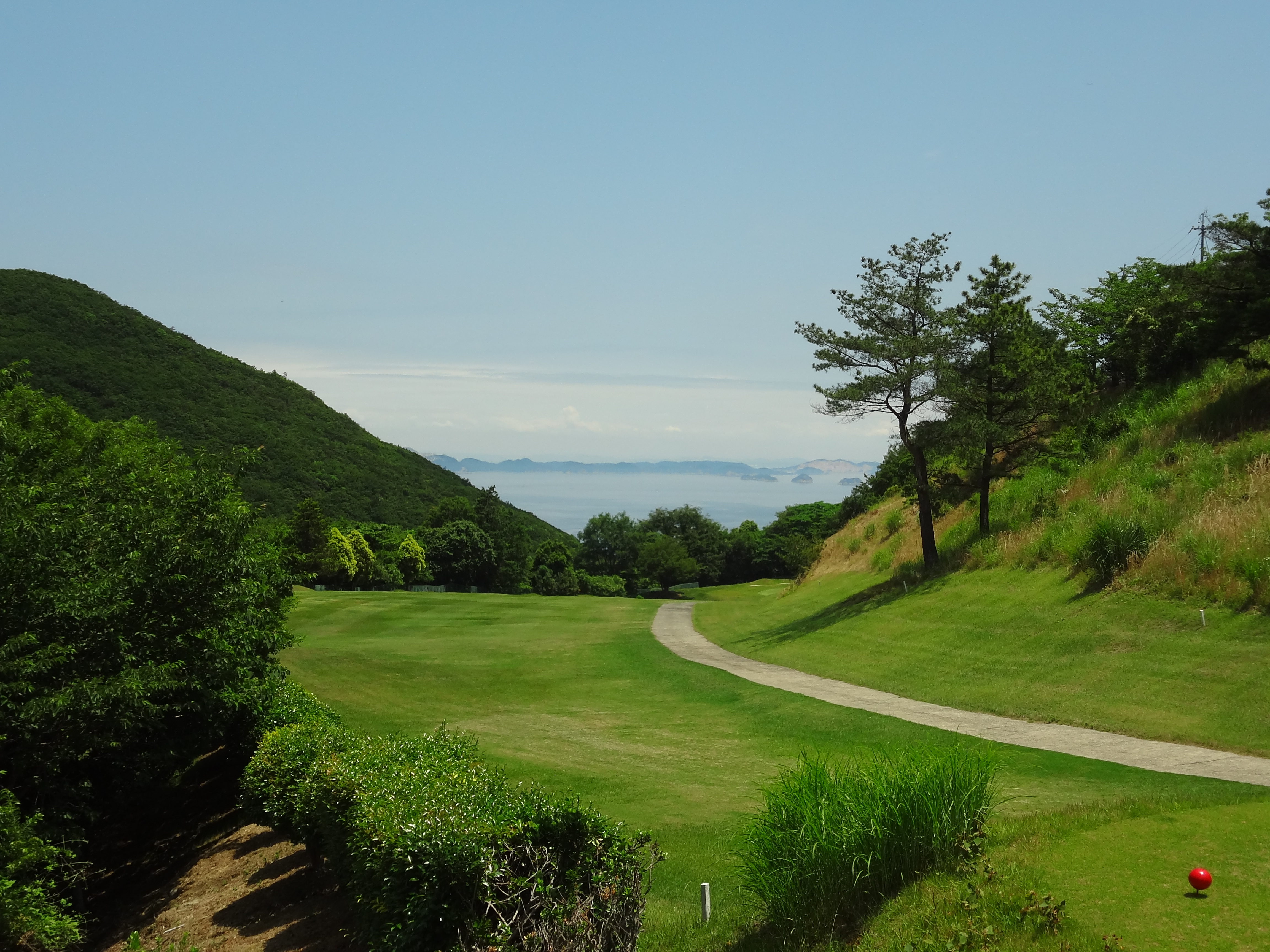
10番ホール

小豆島シーサイドゴルフクラブ（しょうどしまシーサイドゴルフクラブ）は、香川県小豆郡小豆島町にある小豆島で唯一のゴルフコース。

## コース概要

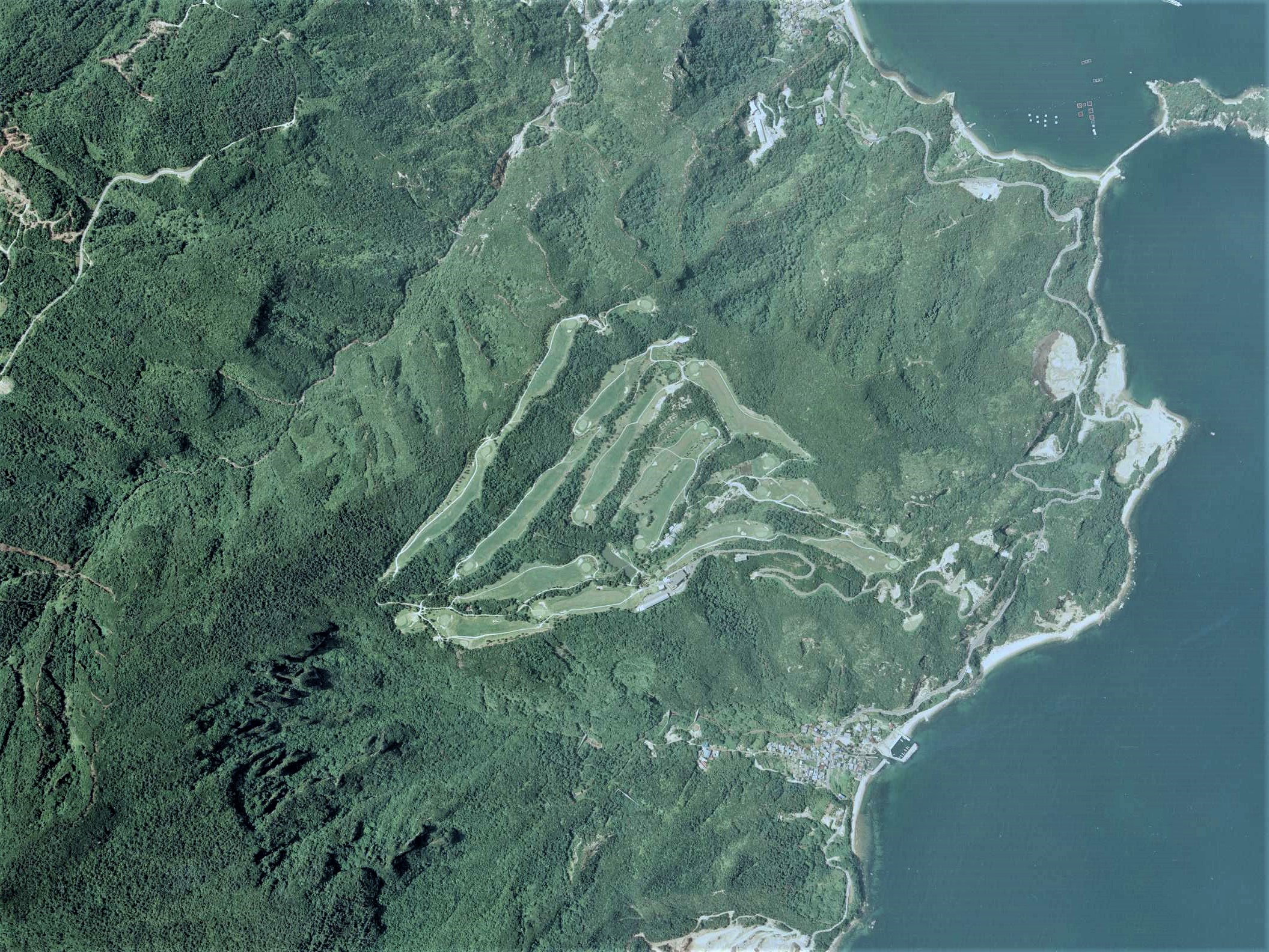
小豆島シーサイドゴルフクラブの空中写真。
1992年7月22日撮影。
。

1967年4月29日開場。山岳コースだが瀬戸内海の側に位置する為、全ホールから瀬戸内海の絶景を楽しむ事ができ、紅葉の時期には小豆島の名勝寒霞渓の様な景色の中ラウンドできる。フェアウェイに起伏が多いホールが多く、様々なショットのテクニックが要求されるコースである。

## 住所
- 〒761-4403 香川県小豆郡小豆島町当浜乙185-6

## アクセス

### フェリーを利用
- 姫路港より/福田港、神戸港より/坂手港、日生港より/大部港、高松港より/土庄港・池田港・草壁港